# Павлодарское
Павлодарское (каз. Павлодарское) — село в Павлодарской области Казахстана. Расположено в 10 км от центра города Павлодара. Находится в подчинении городской администрации Павлодара. Административный центр и единственный населённый пункт Жанааульского сельского округа. Код КАТО — 551041100.

## История
Основано в 1927 году. С 1932 года являлось центральной усадьбой молочно-овощного совхоза «Павлодарский». В 1954 году в 2 км от села начал строиться целинный совхоз «Жанааульский», слившийся впоследствии в Павлодарским совхозом. В 1973—1998 годах — бывшее отделение № 4 Павлодарского райспецхозобъединения (РСХО).
С 1998 года вошло в состав городской администрации Павлодара. В 2004 году в черту села Павлодарское фактически вошло село Шаукен.

## Население
В 1985 году в селе проживало 1852 человека. В 1999 году население составляло 4633 человека. По данным переписи 2009 года в Павлодарском жили 5319 человек.

### Религия
В 1998 году в селе был открыт православный Петропавловский женский монастырь, на 2012 год в нём жило 7 послушниц. В апреле 2021 года основное здание монастыря сгорело при пожаре.
В селе в 2008 году была построена новая мечеть, названная в честь Касыма Ертысбаева, уроженца этих краёв, жившего на рубеже XIX и XX веков и репрессированного в 1930-е годы.

## Экономика
Промышленность представлена ремонтным заводом, специализирующимся на электродвигателях, в штате завода на 2012 год было 5 человек. Основная масса сельского населения занята на сельскохозяйственных работах, а также на различном кустарном домашнем производстве.